# 松崎容子
松崎 容子（まつざき ようこ）は、フジテレビ執行役員アニメ事業担当兼編成総局アニメ事業局長。デイヴィッドプロダクション非常勤取締役。テレビプロデューサー。学習院大学卒。

## 現在の担当番組
- サザエさん（開発担当）
- 謎解きはディナーのあとで（製作）
- 最強の王様、二度目の人生は何をする?（SEASON1）（製作）
- この恋で鼻血を止めて（日本語吹き替え版）（製作）
- アン・シャーリー（製作）

## 過去の担当番組

### 編成
- 志村流
- 東京ラブ・シネマ
- 志村塾
- 志村通
- サプリ
- まごまご嵐
- Dのゲキジョー ～運命のジャッジ～
- GRA
- 孝太郎が行く2
- はねるのトびら
- 志村けんのだいじょうぶだぁ
- VS嵐
- 志村軒

### 製作
- ハニーレモンソーダ

### 企画
- ハングリーハート WILD STRIKER
- ダンドリ。〜Dance☆Drill〜
- ONE PIECE
- まるまるちびまる子ちゃん
- 墓場鬼太郎
- 図書館戦争
- モノノ怪
- サザエさん（2009年11月15日放送のドラマ版サザエさんでは、企画担当）

### プロデューサー
- 超重神グラヴィオン
- L/R -Licensed by Royal-
- イマだ!タレント再生工場 「ノムさん」
- ドクタースランプ
- ちびまる子ちゃん
- ノイタミナ
- 四月は君の嘘（チーフプロデューサー）
- ハーモニー（映画）（チーフプロデューサー）

### 統括
- 甲鉄城のカバネリ
- ヲタクに恋は難しい
- レイトン ミステリー探偵社 〜カトリーのナゾトキファイル〜（制作統括）
- GREAT PRETENDER